# Robert F. Coleman
Pour les articles homonymes, voir Coleman.
Robert Frederick Coleman (22 novembre 1954 - 24 mars 2014) est un mathématicien américain et professeur à l'Université de Californie à Berkeley.

## Biographie
Après avoir obtenu son diplôme de Nova High School, il obtient son baccalauréat à l'Université Harvard en 1976 et fréquente ensuite l'Université de Cambridge pour la partie III des tripos. Pendant son séjour, John Coates lui fournit un problème pour sa thèse de doctorat (« Division Values in Local Fields »), qu'il achève à l'Université de Princeton en 1979 sous la direction de Kenkichi Iwasawa. Il a ensuite un poste postdoctoral d'un an à l'Institute for Advanced Study, puis enseigne à l'Université Harvard pendant trois ans. En 1983, il s'installe à l'Université de Californie à Berkeley. En 1985, il est frappé d'une grave sclérose en plaques, à cause de laquelle il perd l'usage de ses jambes. Malgré cela, il reste un membre actif du corps professoral jusqu'à sa retraite en 2013. Il reçoit une bourse MacArthur en 1987.
Coleman est décédé le 24 mars 2014.

## Recherche
Il travaille principalement en théorie des nombres, notamment en analyse p-adique et en géométrie arithmétique. En particulier, il développe une théorie de l'intégration p-adique (en) analogue à la théorie complexe classique des intégrales abéliennes. Les applications de l'intégration de Coleman incluent une version efficace du théorème de Chabauty concernant les points rationnels sur les courbes et une nouvelle preuve de la conjecture de Manin-Mumford (en), prouvée à l'origine par Raynaud. Coleman est également connu pour avoir introduit des espaces de Banach p-adiques dans l'étude des formes modulaires et découvert d'importants critères de classicité pour les formes modulaires p-adiques surconvergentes. Avec Barry Mazur, il a introduit l'eigencurve (en) et établi certaines de ses propriétés fondamentales. En 1990, Coleman trouve une lacune dans la preuve de Manin de la conjecture de Mordell sur les corps de fonction et réussit à la combler.

## Œuvres choisies
- Robert F. Coleman, Division values in local fields., vol. 53, 1979, 91–116 p. (DOI 10.1007/BF01390028, Bibcode 1979InMat..53...91C, MR 0560409, S2CID 122569381)
- Robert F. Coleman, Torsion points on curves and p-adic abelian integrals, vol. 121, 1985, 111–168 p. (DOI 10.2307/1971194, JSTOR 1971194, MR 0782557)
- Robert F. Coleman, Effective Chabauty, vol. 52, 1985, 765–770 p. (DOI 10.1215/s0012-7094-85-05240-8, MR 0808103)
- Robert F. Coleman, Ramified torsion points on curves, vol. 54, 1987, 615–640 p. (DOI 10.1215/s0012-7094-87-05425-1, MR 0899407)
- Robert F. Coleman et Ehud de Shalit, p-adic regulators on curves and special values of p-adic L-functions, vol. 93, 1988, 239–266 p. (DOI 10.1007/bf01394332, Bibcode 1988InMat..93..239C, MR 0948100, S2CID 122242212)
- Robert F. Coleman, Manin's proof of the Mordell conjecture over function fields, vol. 36, coll. « 2e Série », 1990, 393–427 p. (ISSN 0013-8584, MR 1096426, lire en ligne [archive du 2 octobre 2011])
- Robert F. Coleman et José Felipe Voloch, Companion forms and Kodaira-Spencer theory, vol. 110, 1992, 263–281 p. (DOI 10.1007/bf01231333, Bibcode 1992InMat.110..263C, MR 1185584, S2CID 121416817)
- Robert F. Coleman, Classical and Overconvergent Modular Forms, vol. 124, 1996, 215–241 p. (DOI 10.1007/s002220050051, Bibcode 1996InMat.124..215C, MR 1369416, S2CID 7995580, lire en ligne)
- Robert F. Coleman, p-adic Banach spaces and families of modular forms., vol. 127, 1997, 417–479 p. (DOI 10.1007/s002220050127, Bibcode 1997InMat.127..417C, MR 1431135, S2CID 1677427, CiteSeerx 10.1.1.467.377)
- R. Coleman et B. Mazur, Galois representations in arithmetic algebraic geometry (Durham, 1996), vol. 254, Cambridge, Cambridge Univ. Press, coll. « London Math. Soc. Lecture Note Ser. », 1998, 1–113 p. (ISBN 9780511662010, DOI 10.1017/CBO9780511662010.003, MR 1696469), « The eigencurve »
- Robert F. Coleman, Stable maps of curves, vol. Extra Volume for Kazuya Kato's fiftieth birthday, 2003, 217–225 p. (MR 2046600, lire en ligne)